# 宝塔
宝塔（ほうとう）には以下の2つの語義がある。

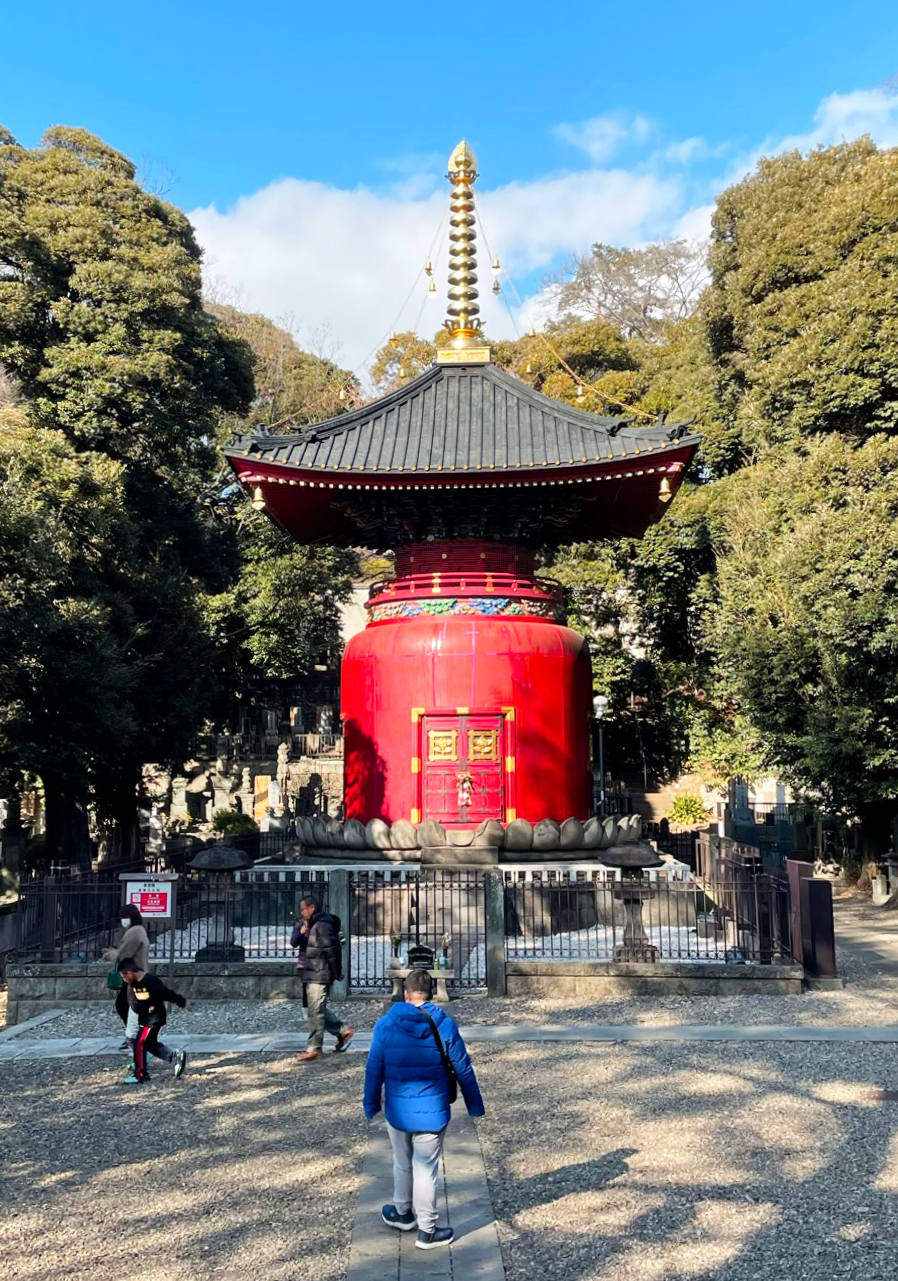
池上本門寺宝塔（国の重要文化財）

- 仏塔の建築形式の1つで、円筒形の塔身を有する一重塔を指す。本項で説明する。
- 仏塔全般の美称。

## 宝塔の形態と意義
宝塔（ほうとう）は、仏塔の建築形式の1つである。形態・形式にかかわらず、仏塔全般を指す美称として宝塔の語を用いる場合もあるが、日本建築史の用語としては、円筒形の軸部（塔身）に平面方形の屋根をもつ一重塔を指す。円筒の上部を丸く面取りしいわゆる亀腹状にする。屋根の上には通常の層塔と同じく相輪を載せる。木造、金属製、石造のものがあるが、木造建築としての例は極めて少ない。現存作例としては、慈光寺開山塔、高野山瑜祇塔などがあり、金属塔では鞍馬寺経塚遺物中の銅製宝塔（保安元年頃・平安時代後期）が最古、石造では同じく鞍馬寺の平安末期の宝塔がある。なお、平面方形の初重の上に平面円形の上重を載せた二重塔婆を「多宝塔」と称し、形式上「宝塔」と区別しているが、初重方形屋根は円筒部の「裳階」と考えられ、この区別は便宜的なものである。これらの形式の塔は中国にも朝鮮にも見当たらず、日本発祥の塔形と考えられている。空海が弘仁10年（819）に高野山壇上に着工、約70年をかけて完成した「根本大塔」（現況は多宝塔形式）がこの種の木造塔の最初の例とされる。

## 宝塔の例

### 木造宝塔

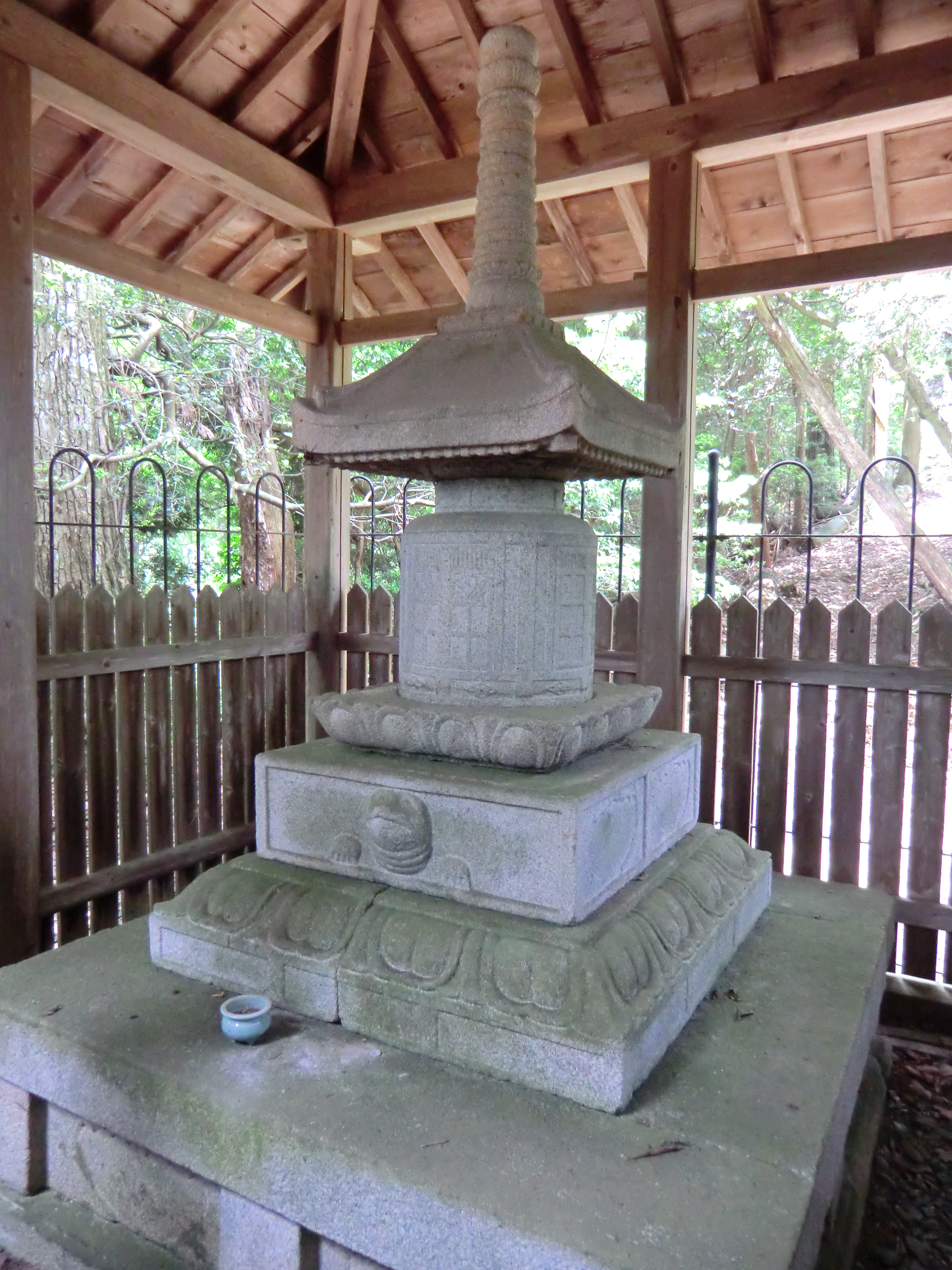
石造宝塔（鳳閣寺〈奈良県吉野郡黒滝村〉）

- 池上本門寺（東京都、重要文化財）1828年（文政11年）建立。

### 屋内小塔
- 慈光寺（埼玉県、重要文化財）1556年(天文25年)建立。
- 性海寺（愛知県、重要文化財）
- 長蔵寺（岐阜県、重要文化財）
- 本門寺（東京都、重要文化財）1830年（文政13年）建立、宝塔内宝塔。

### 石造宝塔
石造美術の主要な分野を占める。塔身（円筒部）に扉型や二尊（多宝如来と釈迦如来）を刻むものがある。地方色を示す例として大分県国東の国東塔や鳥取県の赤碕塔がある。
- 鞍馬寺石造宝塔（京都市・国宝）　塔の下の土中から保安元年（1120年）銘の経筒が発見された。現存最古の石造宝塔の例と考えられる。
- 関寺跡「牛塔」（滋賀県・重要文化財）　平安時代末期　高さ3.3m、屋根は八角形。屋根の上に載る宝殊は後補。前記鞍馬寺宝塔とともに最古に位置する。
- 満願寺跡宝塔（滋賀県高島市）鎌倉時代前期　高さ4m。相輪は後補。
- 浄土寺宝塔（広島県尾道市・重要文化財）　弘安元年（1278年）銘　高さ2.8m。檀上積みに立つ。
- 西明寺宝塔（滋賀県甲良町・重要文化財）　嘉元2年（1304年）銘
- 石山寺石造宝塔（滋賀県大津市）　鎌倉時代中期　現状高さは2mほどだが元は3mほどであったと考えられる。
- 石山寺目かくし岩（滋賀県）平安時代
- 安養寺慈円僧正宝塔（京都市・重要文化財）　鎌倉時代中期　高さ約3m、塔身に多宝・釈迦二仏を刻む。
- 六波羅蜜寺阿古屋塚（京都府）鎌倉時代
- 長楽寺宝塔（群馬県太田市・重要文化財）　建治2年（1276年）